# Bensbyn
Bensbyn är en tätort i Luleå kommun belägen omkring en mil norr om Luleå.
Strax nordöst om Bensbyn definierade SCB 2005 och 2010 en småort med benämningen Bensbyn (nordöstra delen) och småortskoden S9055. 2015 hade småorten och tätorten vuxit samman.

## Historia
Byn är känd från 1400-talet genom notiser i Stockholms stads Tänkeböcker. De bensbybor som var verksamma i huvudstaden hörde till de så kallade bottnakarlarna. Av dessa blev Anders Svensson Bjur från Bensbyn den mest bemärkte i och med att han 1498 uppnådde den höga värdigheten av stadens borgmästare.
Av äldre kartor över byn framgår att den tidiga huvudsakliga odlingen tycks ha skett kring bytjärnen Måran. I 1543 års jordabok över Västerbotten träder åtta åbor i byn till mötes. Drygt hundra år senare har byn elva hemman.
På 1600-talet framträder byns store son Erik Benzelius d.ä., som blev ärkebiskop. Tre av hans söner uppnådde också denna värdighet. Två av Benzelius sonsöner blev därtill biskopar. Inte förvånande utgörs därför Bensbyns sevärdhet framför annat av Biskopshällan där Erik Benzelius ska ha stått och predikat för fåren.
Att Bensbyn förekom tidigt också i rikshistorien hade sannolikt att göra med att byn likt grannbyn  Björsbyn låg intill den medeltida segelleden till Gammelstad, som utgjorde centrum i det gamla Luleå socken fram tills Luleå stad flyttades. När denna slutade att användas blev Bensbyn en mera vanlig bondby. Ett unikt dokument om hur livet kunde te sig i en sådan finns i form av indelte bensbysoldaten Johan Pamps dagbok från 1830-talet. Under 1900-talet hade Bensbyn ett mycket aktivt föreningsliv, bland annat med flera duktiga skidåkare. Vissa industriella projekt förekom även under denna tid då jordbruk och boskapsskötsel kompletterat med främst fiske började tappa mark i förhållande till andra näringar.

### Befolkningsutveckling
| Befolkningsutvecklingen i Bensbyn 1970–2020         | Befolkningsutvecklingen i Bensbyn 1970–2020 | Befolkningsutvecklingen i Bensbyn 1970–2020 | Befolkningsutvecklingen i Bensbyn 1970–2020 | Befolkningsutvecklingen i Bensbyn 1970–2020 |
| --------------------------------------------------- | ------------------------------------------- | ------------------------------------------- | ------------------------------------------- | ------------------------------------------- |
|                                                     |                                             |                                             |                                             |                                             |
| År                                                  |                                             |                                             | Folkmängd                                   | Areal (ha)                                  |
| 1970                                                | 1970                                        |                                             | 218                                         |                                             |
| 1975                                                | 1975                                        |                                             | 244                                         |                                             |
| 1980                                                | 1980                                        |                                             | 254                                         |                                             |
| 1990                                                | 1990                                        |                                             | 329                                         | 47                                          |
| 1995                                                | 1995                                        |                                             | 395                                         | 49                                          |
| 2000                                                | 2000                                        |                                             | 425                                         | 50                                          |
| 2005                                                | 2005                                        |                                             | 434                                         | 50                                          |
| 2010                                                | 2010                                        |                                             | 448                                         | 50                                          |
| 2015                                                | 2015                                        |                                             | 602                                         | 128                                         |
| 2020                                                | 2020                                        |                                             | 605                                         | 119                                         |
| Anm.: Ny tätort 1970. 2015 sammanvuxen med småorten |                                             |                                             |                                             |                                             |

| Befolkningsutvecklingen i Bensbyn (nordöstra delen) 2005–2010      | Befolkningsutvecklingen i Bensbyn (nordöstra delen) 2005–2010 | Befolkningsutvecklingen i Bensbyn (nordöstra delen) 2005–2010 | Befolkningsutvecklingen i Bensbyn (nordöstra delen) 2005–2010 | Befolkningsutvecklingen i Bensbyn (nordöstra delen) 2005–2010 |
| ------------------------------------------------------------------ | ------------------------------------------------------------- | ------------------------------------------------------------- | ------------------------------------------------------------- | ------------------------------------------------------------- |
|                                                                    |                                                               |                                                               |                                                               |                                                               |
| År                                                                 |                                                               |                                                               | Folkmängd                                                     | Areal (ha)                                                    |
| 2005                                                               | 2005                                                          |                                                               | 111                                                           | 34#                                                           |
| 2010                                                               | 2010                                                          |                                                               | 122                                                           | 34#                                                           |
| Anm.: Ny tätort 1970. 2015 sammanvuxen med tätorten. # Som småort. |                                                               |                                                               |                                                               |                                                               |

## Samhället
Trots närheten till staden och en omfattande inflyttning så har Bensbyn fortfarande kvar sin karaktär som landsbygdsby.

## Näringsliv
Det finns en del företag i Bensbyn men den alldeles övervägande delen av den arbetsföra befolkningen är för sin utkomst beroende av att pendla, främst då till Luleå.